# Brian Francis Slattery
Brian Francis Slattery (* 6. Februar 1975 in Ithaca, New York) ist ein US-amerikanischer Science-Fiction-Schriftsteller und Herausgeber bei The New Haven Review.

## Biografie
Slatterys Roman Spaceman Blues wurde für den Lambda Literary Award und den Gaylactic Spectrum Award nominiert. Die Herausgeber bei Amazon nannten Liberation: Being the Adventures of the Slick Six After the Collapse of the United States of America den besten Science-Fiction/Fantasy Roman des Jahres 2008.

“...combined the serious and the satirical in creating an unforgettable image of a future America beset by the collapse of the dollar and the specter of a new form of slavery”

„...kombinierte das Ernste und das Satirische, um ein unvergessliches Bild eines zukünftigen Amerikas zu schaffen, das vom Zusammenbruch des Dollars und dem Gespenst einer neuen Form der Sklaverei heimgesucht wird“

Slattery spielt Geige und Banjo und lebt mit seiner Familie am Rande von New Haven, Connecticut.

## Auszeichnungen
- 2013 Philip K. Dick Award: Lost Everything[3]

## Bibliografie

### Romane
- nicht auf deutsch erschienen. (amerikanisches Englisch: Spaceman Blues: A Love Song. 2007.).
- nicht auf deutsch erschienen. (amerikanisches Englisch: Liberation: Being the Adventures of the Slick Six After the Collapse of the United States of America. 2008.).
- nicht auf deutsch erschienen. (amerikanisches Englisch: Lost Everything. 2012.).
- nicht auf deutsch erschienen. (amerikanisches Englisch: The Family Hightower. 2014.).

### Bookburners
- Episode 2: Anywhere But Here, 2015
- Episode 6: Big Sky, 2015
- Episode 12: Puppets, 2015
- Episode 14: An Excellent Day for an Exorcism, 2015

### Kurzgeschichten
- The Things that Get You, 2002
- Glimmer Train, 2002
- A Push-Reel Mower's Rumination on Mowing the Lawn in the Gas-Powered Age, 2006
- McSweeney's Internet Tendency, 2006
- The World Is a Voice in My Neighbor's Throat, 2009
- Brain Harvest, 2009
- Interviews After the Revolution, 2009
- Interfictions 2, 2009
- The Big Deal, 2009
- The Dirty Pond, 2009
- The Spleen Brothers, 2011
- The Revelator, 2011
- The Ashland Waltz, 2012
- The Revelator, 2012
- The Syndrome, 2013
- Subterranean, 2013
- The Death and Life of Elodia Harwinton, 2014
- The Revelator, 2014
- Sanctuary, 2017